# معركة ثغرة كربلاء (2003)

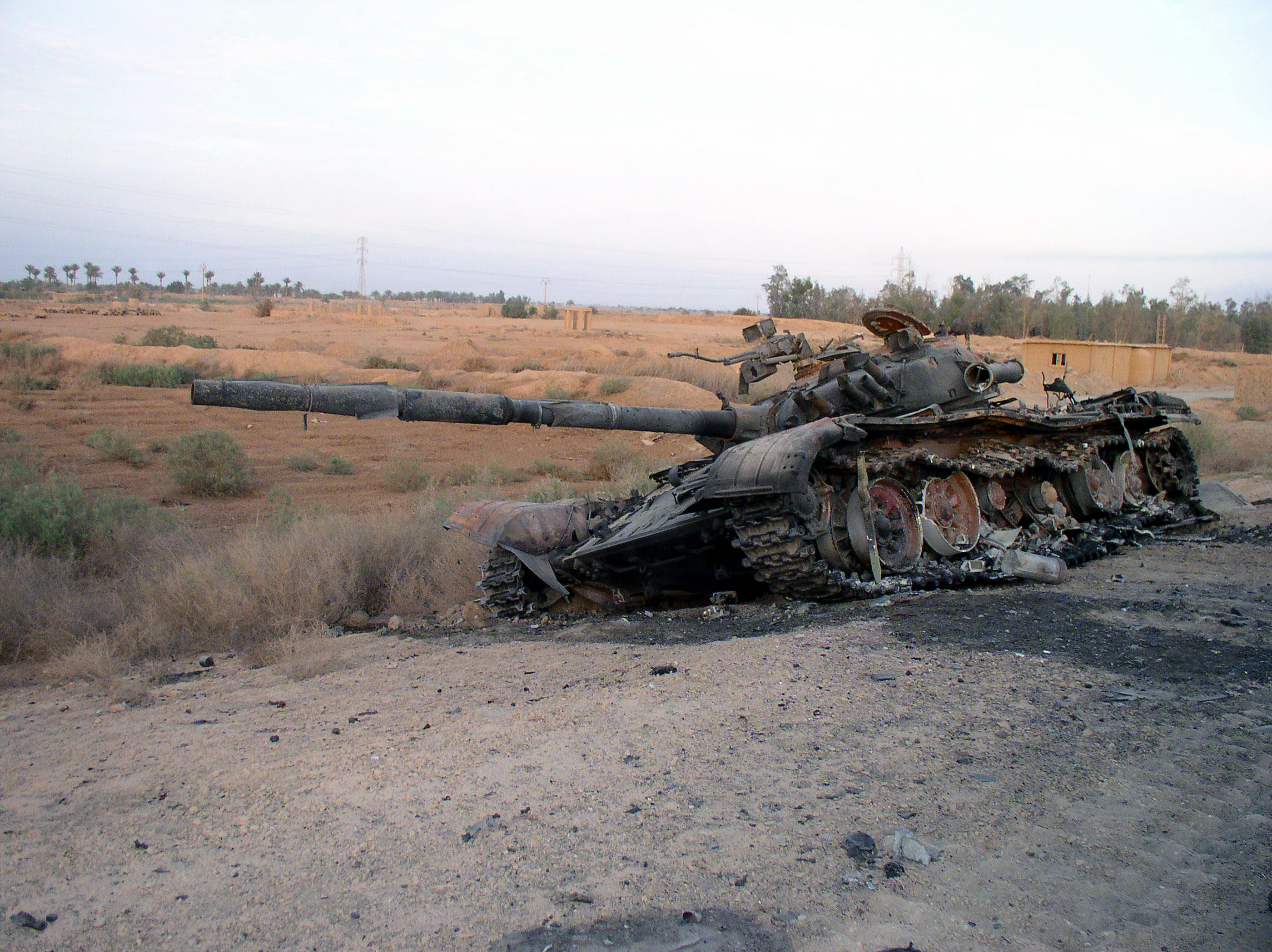
دبابة عراقية من نوع T-72 تم تدميرها من قبل القوات الأمريكية أثناء ذهابها لمدينة الإسكندرية

وقعت معركة ثغرة كربلاء خلال غزو العراق عام 2003. ثغرة كربلاء هي شريط عرضها 20-25 ميلا من الأرض مع الفرات إلى الشرق و‌بحيرة الرزازة إلى الغرب. هذه الأرض اعتبرها القادة العراقيون طريقًا رئيسيًا إلى بغداد وتدافع عنها فرقتا المدينة ونبوخذنصر. التابعتان للحرس الجمهوري. هاجمت القوات الأمريكية القوات العراقية في المنطقة بغارات جوية واسعة النطاق، تلاها تقدم مدرع مكثف، مما أدى إلى تطويق وإبادة القوات العراقية.

## الإجراء الأولي
في مساء يوم 19 مارس 2003، اخترقت مفرزة العمليات ألفا 551 التابعة لمجموعة القوات الخاصة الخامسة التابعة لجيش الولايات المتحدة، بواسطة ثلاث طائرات من طراز MH-47 تصحبها طائرة هليكوبتر مسلحة من طراز MH-60L DAP ( ذخيرة خارقة للدروع تعمل مباشرة ) منطقة تبعد 100 كيلومتر عن الثغرة الموجودة في كربلاء لإجراء مراقبة بصرية لهذه الثغرة، وهي أطول مهمة في تاريخ القبعات الخضر. قادت مفرزة العمليات ألفا 551 مركبات التنقل الأرضية الخاصة بهم إلى الفجوة، حيث أقامت مراكز مراقبة وبدأت مهام المراقبة الخاصة بها؛ في هذا الوقت، كانت الفجوة تحتوي فقط على مجموعة صغيرة من القوات العراقية و‌الفدائيين المحليين. انتهت مهمتهم في 30 مارس.
نشرت القيادة العليا العراقية في البداية فرقتين من الحرس الجمهوري لسد فجوة كربلاء. تعرضت هذه القوات هنا لضربات جوية مكثفة من جانب قوات التحالف. بيد أن قوات التحالف قامت منذ بداية مارس بعملية خداع استراتيجي لإقناع العراقيين بأن فرقة المشاة الرابعة التابعة للولايات المتحدة ستشن هجوما واسع النطاق من تركيا على شمال العراق. نجحت خطة الخداع هذه. في 2 أبريل، أعلن نجل صدام حسين قصي حسين أن الغزو الأمريكي من الجنوب كان هجومًا وهميًا وأمر القوات بإعادة الانتشار من جبهة كربلاء إلى شمال بغداد. واحتج الفريق رعد الحمداني، المسؤول عن منطقة كربلاء، على ذلك واحتج بأنه ما لم تصل التعزيزات على الفور إلى فجوة كربلاء لمنع حدوث اختراق، فإن مصير بغداد سيتحدد في غضون 48 ساعة. تم تجاهل اقتراحه.
في الوقت نفسه، عبرت القوات الأمريكية الفجوة إلى بلدة المسيب على نهر الفرات. ولم يتحقق الهجوم الكيميائي العراقي المتوقع. في المسيب، عبرت القوات الأمريكية نهر الفرات بزوارق واحتلت جسر القائد الهام عبر نهر الفرات (الخوخ المستهدف) لأن فريق الهدم العراقي لم يتمكن من تدميره في الوقت المناسب. ردا على ذلك، أُمر الفريق الحمداني بشن هجوم مضاد فوري. قال الحمداني في وقت لاحق إن قواته لم تكن مؤهلة لشن هجوم مضاد على الفور، واقترح إنشاء خط دفاع على طول نهر اليوسفية للحد من الاختراقات الأمريكية. ومع ذلك، شنت قوات الحمداني هجومًا مضادًا في ليلة 2-3 أبريل.

## الهجمات العراقية المضادة، 2-3 أبريل
شن اللواء المدرع العاشر من فرقة المدينة واللواء المدرع الثاني والعشرون من فرقة نبوخذنصر، بدعم من المدفعية، غارات ليلية على رأس جسر الجيش الأمريكي في المسيب. وقد تم صد هذا الهجوم بوحشية بنيران الدبابات وصواريخ المدفعية الكثيفة، مما أدى إلى تدمير أو تعطيل كل دبابة عراقية في الهجوم. وفي صباح اليوم التالي، شنت طائرات التحالف وطائرات الهليكوبتر هجوما مضادا على الحرس الجمهوري، مما أدى إلى تدمير المزيد من المركبات والهياكل الأساسية للاتصالات. وهزمت قوات الحرس الجمهوري تحت النيران المكثفة وفقدت أي قيادة أو تماسك. بحلول نهاية اليوم، كانت دبابات فرقة المشاة الثالثة قد احتلت مقر الفريق الحمداني، وفر الحمداني وموظفوه. في هذه العملية، لم يقتل جنود الولايات المتحدة بنيران عراقية، في حين أن الخسائر التي تكبدها العراق تقدر بما يتراوح بين 230 و300 شخص. غير أن الهجوم العراقي المضاد تسبب في قدر كاف من الارتباك، حيث أفادت التقارير بمقتل النقيب إدوارد كوهين ب‌نيران صديقة في ثغرة كربلاء في 3 أبريل.

## ثبت المراجع
- Conroy، Jason (2006). Heavy Metal: A Tank Company's Battle to Baghdad. Potomac Books. ISBN:978-1574888577.
- Lacey، Jim (2007). Takedown: The 3rd Infantry Division's Twenty-One Day Assault on Baghdad. Naval Institute Press. ISBN:978-1591144588.
- Zucchino، David (2004). Thunder Run: The Armored Strike to Capture Baghdad. Grove Press. ISBN:978-0802141798.